# Mandres-en-Barrois
Pour les articles homonymes, voir Mandres (homonymie) et Barrois (homonymie).
Mandres-en-Barrois est une commune française située dans le département de la Meuse, en région Grand Est.

## Géographie
La commune faisait partie de la « zone de transposition » de 250 km2 tracée autour autour de Bure.

### Hydrographie
La commune est dans la région hydrographique « la Seine de sa source au confluent de l'Oise (exclu) » au sein du bassin Seine-Normandie. Elle est drainée par l'Ormancon,.
L'Ormancon, d'une longueur de 16 km, prend sa source dans la commune  et se jette  dans divers bras de l'Ornain à Tréveray, après avoir traversé quatre communes. 

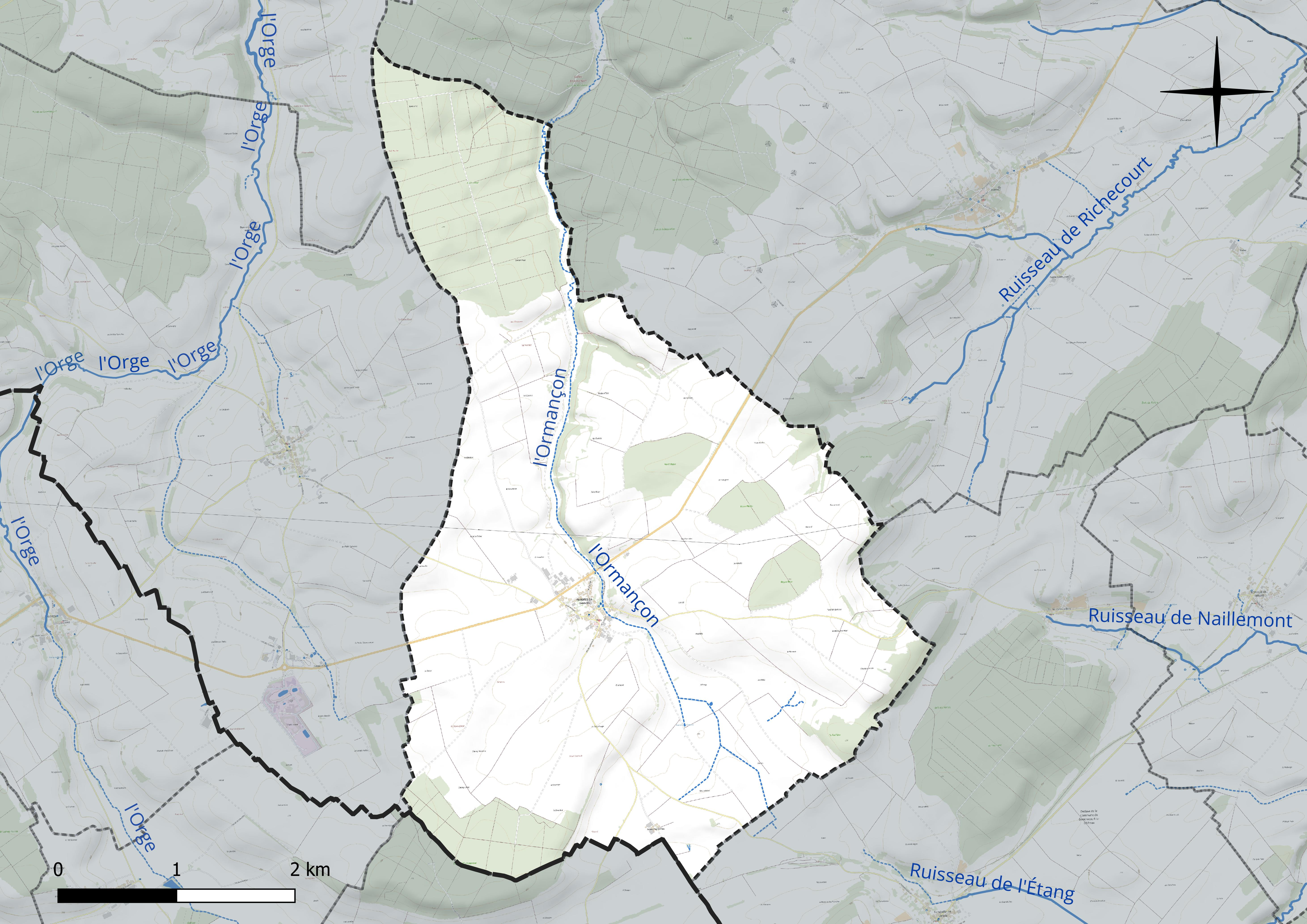
Réseau hydrographique de Mandres-en-Barrois.

### Climat
Pour des articles plus généraux, voir Climat du Grand Est et Climat de la Meuse.
En 2010, le climat de la commune est de type climat de montagne, selon une étude du Centre national de la recherche scientifique s'appuyant sur une série de données couvrant la période 1971-2000. En 2020, Météo-France publie une typologie des climats de la France métropolitaine dans laquelle la commune est exposée à un climat océanique altéré et est dans la région climatique  Lorraine, plateau de Langres, Morvan, caractérisée par un hiver rude (1,5 °C), des vents modérés et des brouillards fréquents en automne et hiver. 
Pour la période 1971-2000, la température annuelle moyenne est de 9,4 °C, avec une amplitude thermique annuelle de 16,6 °C. Le cumul annuel moyen de précipitations est de 1 030 mm, avec 13,5 jours de précipitations en janvier et 9,8 jours en juillet. Pour la période 1991-2020, la température moyenne annuelle observée sur la station météorologique de Météo-France la plus proche, « Cirfontaines_sapc », sur la commune de Cirfontaines-en-Ornois à 4 km à vol d'oiseau, est de 10,4 °C et le cumul annuel moyen de précipitations est de 904,1 mm. 
La température maximale relevée sur cette station est de 40 °C, atteinte le 12 août 2003 ; la température minimale est de −19,6 °C, atteinte le 6 février 1963,,. 
Les paramètres climatiques de la commune ont été estimés pour le milieu du siècle (2041-2070) selon différents scénarios d'émission de gaz à effet de serre à partir des nouvelles projections climatiques de référence DRIAS-2020. Ils sont consultables sur un site dédié publié par Météo-France en novembre 2022.

## Urbanisme

### Typologie
Au 1er janvier 2024, Mandres-en-Barrois est catégorisée commune rurale à habitat dispersé, selon la nouvelle grille communale de densité à sept niveaux définie par l'Insee en 2022.
Elle est située hors unité urbaine et hors attraction des villes,.

### Occupation des sols
L'occupation des sols de la commune, telle qu'elle ressort de la base de données européenne d’occupation biophysique des sols Corine Land Cover (CLC), est marquée par l'importance des territoires agricoles (74,7 % en 2018), une proportion identique à celle de 1990 (74,7 %). La répartition détaillée en 2018 est la suivante : 
terres arables (57,3 %), forêts (23,9 %), prairies (17,4 %), zones urbanisées (1,4 %). L'évolution de l’occupation des sols de la commune et de ses infrastructures peut être observée sur les différentes représentations cartographiques du territoire : la carte de Cassini (XVIIIe siècle), la carte d'état-major (1820-1866) et les cartes ou photos aériennes de l'IGN pour la période actuelle (1950 à aujourd'hui).

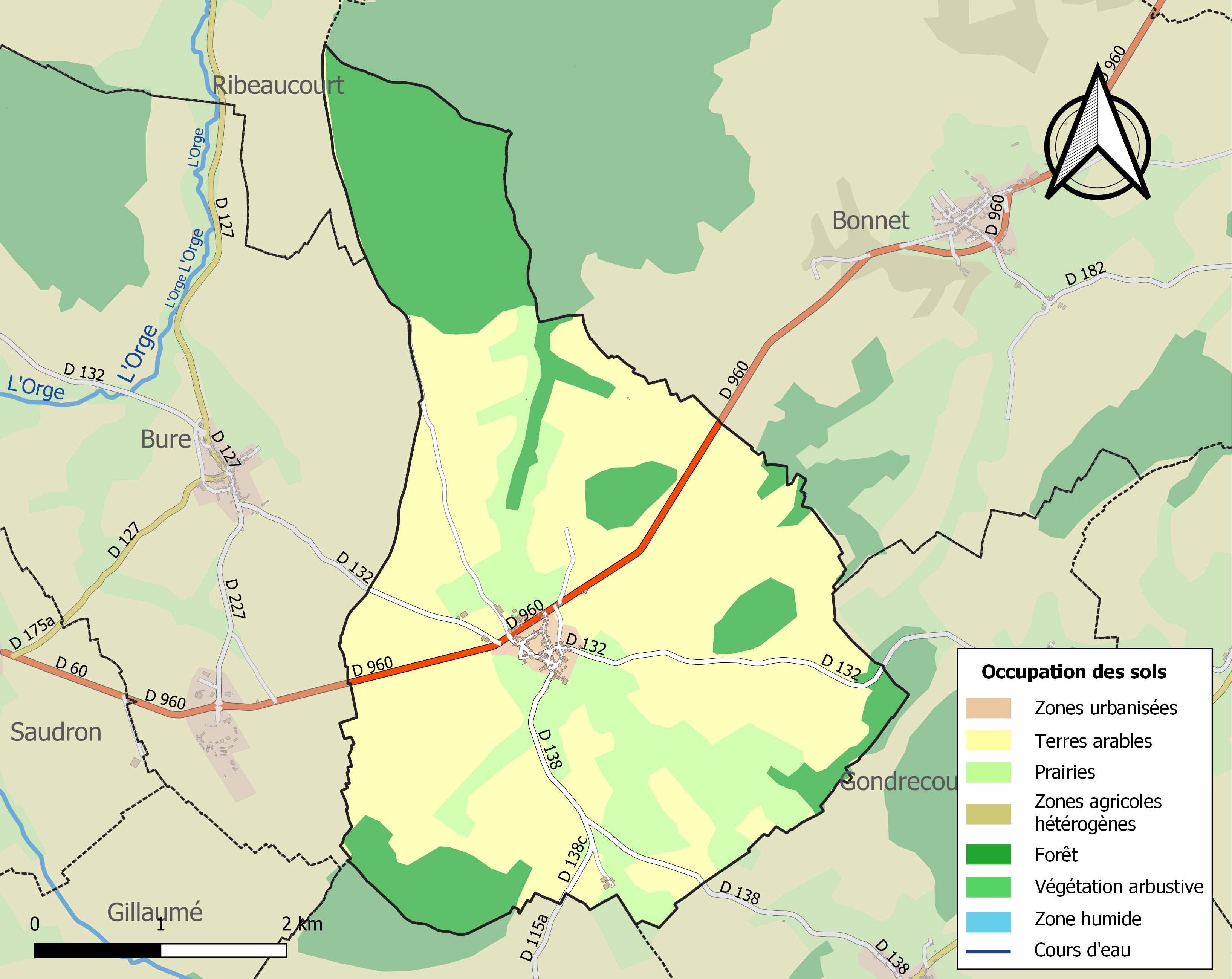
Carte des infrastructures et de l'occupation des sols de la commune en 2018 (CLC).

## Toponymie
Le nom de la localité est attesté sous les formes Mandræ (1033) ; Mandles (1286) ; Mandres (1324) ; Mandre (1324) ; Mandræ-prope-Gondricuriam (1402) ; Mandeles (1707) ; Manderæ (1711).

Du latin tardif mandra, de l,ancien français mandre qui signifie  « étable, bergerie ».
La commune de Mandres change de nom pour Mandres-en-Barrois par un décret du 10 juin 1919. Motivé par la situation sur le plateau du Barrois, ce changement de nom est alors vivement contesté par la Société des Lettres de Bar-le-Duc, qui rappelle l'appartenance historique de la commune de Mandres à l'Ornois et non pas au Barrois.

L,Ornois ou « pays de l'Ornois » est une ancienne région située entre la Champagne et la Lorraine qui tire son nom de la rivière l'Orne, un affluent de la Moselle. Dans son acception actuelle, l'Ormois se situe à cheval sur les départements de la Meuse et de la Haute-Marne.

Le Barrois (lorrain de Bar-le-Duc) est une micro-région naturelle de France couvrant environ le quart sud-ouest du département de la Meuse.

## Histoire
Au lieu-dit Voie romaine, on distingue encore quelques vestiges de l'antique voie romaine de Naix-aux-Forges à Langres. Partagé entre Barrois et Lorraine, le village fut vendu, au XIVe siècle, par Ancel de Joinville au couvent Saint-Jean de Laon. Avant la Révolution, il dépendait du diocèse de Toul tout en appartenant au bailliage de Bourmont, en Champagne. À partir de 1790, il s'érigea en chef-lieu de canton et le resta jusqu'en 1800. En 1850, il comptait 483 habitants contre 150 aujourd'hui.
Depuis 2016, Le bois Lejuc qui se trouve au nord du village, à l'aplomb des futures galeries souterraines, a fait l'objet d'occupation de la part de militants anti-nucléaires qui s'opposent à l'implantation du centre de stockage des déchets radioactifs de Cigéo à Bure. La cession du bois Lejuc à L'ANDRA par le conseil municipal de Mandres a été invalidé par le tribunal administratif en 2017.

## Population et société

### Démographie
L'évolution du nombre d'habitants est connue à travers les recensements de la population effectués dans la commune depuis 1793. Pour les communes de moins de 10 000 habitants, une enquête de recensement portant sur toute la population est réalisée tous les cinq ans, les populations de référence des années intermédiaires étant quant à elles estimées par interpolation ou extrapolation. Pour la commune, le premier recensement exhaustif entrant dans le cadre du nouveau dispositif a été réalisé en 2005.

En 2022, la commune comptait 112 habitants, en évolution de −7,44 % par rapport à 2016 (Meuse : −4,4 %, France hors Mayotte : +2,11 %).
| 1793 | 1800 | 1806 | 1821 | 1831 | 1836 | 1841 | 1846 | 1851 |
| ---- | ---- | ---- | ---- | ---- | ---- | ---- | ---- | ---- |
| 340  | 376  | 403  | 404  | 457  | 458  | 451  | 461  | 483  |

| 1856 | 1861 | 1866 | 1872 | 1876 | 1881 | 1886 | 1891 | 1896 |
| ---- | ---- | ---- | ---- | ---- | ---- | ---- | ---- | ---- |
| 430  | 424  | 417  | 401  | 394  | 407  | 384  | 351  | 329  |

| 1901 | 1906 | 1911 | 1921 | 1926 | 1931 | 1936 | 1946 | 1954 |
| ---- | ---- | ---- | ---- | ---- | ---- | ---- | ---- | ---- |
| 315  | 295  | 283  | 255  | 252  | 226  | 251  | 227  | 206  |

| 1962 | 1968 | 1975 | 1982 | 1990 | 1999 | 2005 | 2006 | 2010 |
| ---- | ---- | ---- | ---- | ---- | ---- | ---- | ---- | ---- |
| 202  | 191  | 185  | 173  | 141  | 148  | 134  | 133  | 128  |

| 2015 | 2020 | 2022 | - | - | - | - | - | - |
| ---- | ---- | ---- | - | - | - | - | - | - |
| 124  | 117  | 112  | - | - | - | - | - | - |

## Économie
À la suite de l'adoption en 2006 par le parlement d'une loi sur les déchets nucléaires, l'ANDRA étudie, sur une zone de 28 km2 dont la commune fait partie, la faisabilité d’un site de stockage qui pourrait être créé dans une zone de 250 km2 autour de Bure.

### Lieux et monuments

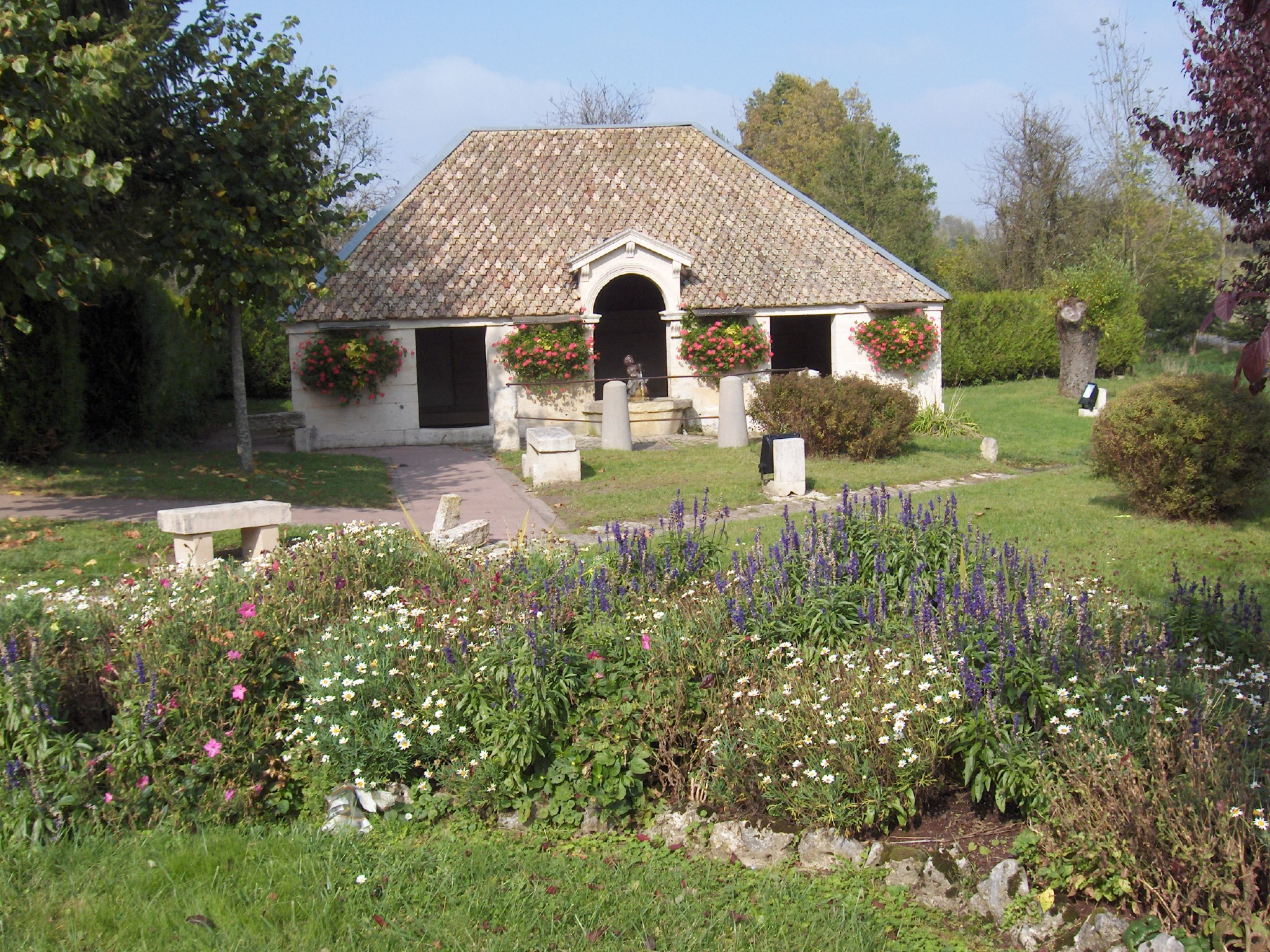
Le lavoir.

## Culture locale et patrimoine

### Héraldique
| Blason de Mandres-en-Barrois | Blason  | Coupé appointé vers le chef d'or à une mitre de gueules garnie d'une flamme d'or à dextre et d'un fer à cheval de gueules à senestre ; et d'azur au mouton d'argent brochant sur trois triangles d'or. |
| Blason de Mandres-en-Barrois | Détails | Blason composé par R.A. Louis avec la Commission Héraldique de l'UCGL et mis à disposition de la commune en 2011.                                                                                      |